# Anthurium gracililaminum
Anthurium gracililaminum är en kallaväxtart som beskrevs av Thomas Bernard Croat. Anthurium gracililaminum ingår i släktet Anthurium och familjen kallaväxter. Inga underarter finns listade.